# Heinz Kloss
Pour les articles homonymes, voir Kloss.
Heinz Kloss (né le 30 octobre 1904 à Halle (Saale),  mort le 13 juin 1987 à Groß-Gerau) est un linguiste allemand. Il est internationalement reconnu en tant que spécialiste des minorités linguistiques.
Théoricien, il popularise les termes d’Ausbausprache, Abstandsprache et de Dachsprache pour décrire les différences entre ce qui est couramment appelé une langue et ce qui est couramment appelé un dialecte.

## Biographie
Kloss étudie le droit et les sciences économiques à Halle et Berlin. Il est diplômé en économie en 1926. En 1929 il soutient sa thèse à l’Université d'Innsbruck sur le thème des « langues d'immigration dans les régions francophones avant-guerre » (Fremdsprachige Einwanderung in das französische Sprachgebiet Frankreichs vor dem Weltkrieg). De 1932 à 1945, Kloss travaille à l’Institut des Allemands de l’Etranger, à Stuttgart. 
Sous le nazisme, il est l’un des représentants de l’idéologie Blut und Boden : ainsi, en 1940, il rédige une brochure de propagande intitulée « Nos frères aux portes du Reich - Le destin du peuple allemand » (Brüder vor den Toren des Reiches. Vom volksdeutschen Schicksal), et en 1944, un manuel sur l’« Appareil d'État, la Presse et les organisations juives aux États-Unis et au Canada » (Statistik, Presse und Organisationen des Judentums in den Vereinigten Staaten und Kanada). Un autre livre, inédit, devait s'intituler « Du devoir et de la place des Peuples » (Von Auftrag und Ordnung der Völker). 
Employé par les forces d'occupation américaines en Souabe comme éducateur, il fonde dès 1952 une association de parents d'élèves, d'où naîtra le Bundeselternrat.
La réouverture en 1953 de l’Institut des Allemands de l’Étranger, rebaptisé « Institut des Relations avec l'Étranger », lui permet de retrouver ses activités d'Avant-guerre : en 1959, il en devient l'un des chefs de département. Enfin en 1970 il est nommé Directeur du Centre de Recherches en Linguistique et sur les Minorités, avec siège à Kiel, puis à Marbourg. En 1971, le centre est fusionné avec l’Institut für Deutsche Sprache de Mannheim : Kloss y travaillera jusqu'en 1976. 